# اوبرازتسوفکا
اوبرازتسوفکا (به لاتین: Obraztsovka) یک منطقهٔ مسکونی در روسیه است که در سرزمین آلتای واقع شده‌است.